# BMO-Raum
Der BMO-Raum ist ein Objekt aus der harmonischen Analysis, einem Teilgebiet der Mathematik. Die Abkürzung BMO steht für „bounded mean oscillation“. Der Funktionenraum BMO wurde 1961 von Fritz John und Louis Nirenberg eingeführt. Dieser Raum ist ein Dualraum zum reellen Hardy-Raum {\displaystyle H^{1}(\mathbb {R} ^{n})} (Charles Fefferman, Elias Stein 1972).

## Definitionen

### Sharp-Funktion
Sei {\displaystyle f\in L_{\mathrm {loc} }^{1}(\mathbb {R} ^{n})} eine lokal integrierbare Funktion, so ist {\displaystyle f^{\sharp }} definiert durch 
{\displaystyle f^{\sharp }(x)=\sup _{\{B|x\in B\}}{\frac {1}{\mu (B)}}\int _{B}|f(y)-f_{B}|\mathrm {d} \mu (y),}
wobei das Supremum über alle Bälle {\displaystyle B}, welche {\displaystyle x} enthalten, gebildet wird. Mit {\displaystyle f_{B}} wird das Mittelwertintegral
{\displaystyle f_{B}={\frac {1}{\mu (B)}}\int _{B}f(z)\mathrm {d} \mu (z)}
bezeichnet. Diese Funktion ist eine Maximalfunktion.

### BMO-Raum
Eine lokal integrierbare Funktion {\displaystyle f} heißt BMO-Funktion, falls {\displaystyle f^{\sharp }} beschränkt ist. 
Um eine Norm auf diesem Funktionenraum zu erhalten, identifiziert man alle konstanten Funktionen miteinander und setzt
{\displaystyle \|f\|_{\operatorname {BMO} }=\|f^{\sharp }\|_{L^{\infty }(\mathbb {R} ^{n})}.}
Würde man die konstanten Funktionen nicht miteinander identifizieren, so wäre {\displaystyle \|.\|_{\operatorname {BMO} }} nur eine Halbnorm, also nicht definit. Mit dieser Norm wird der BMO-Raum zu einem Banachraum. Beispiele für BMO-Funktionen sind alle beschränkten, messbaren Funktionen und {\displaystyle \log(|P|)} für ein Polynom P, welches nicht identisch null ist.

## Eigenschaften

### John-Nirenberg-Ungleichung
Sei {\displaystyle f\in \operatorname {BMO} (\mathbb {R} ^{n})}, dann existieren für jeden Ball {\displaystyle B\in \mathbb {R} ^{n}} zwei Konstanten {\displaystyle c_{1}(n),c_{2}(n)>0}, so dass
{\displaystyle \mu (\{x\in B\colon |f(x)-f_{B}|>t\})\leq c_{1}\mu (B)\exp \left({\frac {-c_{2}t}{\|f\|_{\text{BMO}}}}\right)}
für alle {\displaystyle t>0}. Die Ungleichung gilt nicht in jedem BMO-Raum. Gilt sie in dem Raum, so sagt man, dass dieser Raum die John-Nirenberg-Eigenschaft besitzt.

## Dualität von H1und BMO
Charles Fefferman zeigte 1971, dass der BMO-Raum ein Dualraum von {\displaystyle H^{1}}, dem reellen Hardy-Raum mit p = 1, ist. Die Paarung zwischen {\displaystyle f\in H^{1}} und {\displaystyle g\in \operatorname {BMO} } ist gegeben durch
{\displaystyle T_{g}(f)=(f,g)=\int _{\mathbf {R} ^{n}}f(x)g(x)\,\mathrm {d} x}.
Dann ist die Abbildung {\displaystyle \operatorname {BMO} \rightarrow (H^{1})',g\mapsto T_{g}} ein Banachraum-Isomorphismus (nicht isometrisch), in diesem Sinne ist {\displaystyle \operatorname {BMO} } Dualraum von {\displaystyle H^{1}}.
Obiger Integralausdruck muss jedoch sorgsam definiert werden, da dieses Integral im Allgemeinen nicht absolut konvergiert. Jedoch gibt es für {\displaystyle f\in H^{1}} einen dichten Unterraum {\displaystyle H_{a}^{1}}, auf dem das Integral absolut konvergiert. Mit Hilfe des Satzes von Hahn-Banach kann man dann das Funktional auf ganz {\displaystyle H^{1}} fortsetzen. Als Raum {\displaystyle H_{a}^{1}} kann man den Raum der H1-Funktionen mit kompaktem Träger und mit {\displaystyle \textstyle \int _{\mathbb {R^{n}} }f(x)\mathrm {d} x=0} wählen. Dies ist genau der Unterraum, welcher eine endliche atomare Zerlegung besitzt. Eine wichtige Konsequenz, welche sich aus dem Beweis zur Dualität ergibt, ist die folgende Ungleichung, die für {\displaystyle f\in H^{1}} und {\displaystyle g\in \operatorname {BMO} } gilt:
{\displaystyle \int _{\mathbf {R} ^{n}}f(x)g(x)\,\mathrm {d} x\leq c\int _{\mathbf {R} ^{n}}M_{\Phi }(f)(x)\mathrm {d} x\int _{\mathbb {R} ^{n}}g^{\sharp }(x)\,\mathrm {d} x=c\|f\|_{H^{1}(\mathbb {R} ^{n})}\|g\|_{\operatorname {BMO} }}.
Dabei ist {\displaystyle M_{\Phi }(\cdot )} die nicht-tangentiale Maximalfunktion.